# Kalpáki (kommunhuvudort)
Kalpáki (Kalpaki) är en kommunhuvudort i Grekland.   Den ligger i prefekturen Nomós Ioannínon och regionen Epirus, i den nordvästra delen av landet, 300 km nordväst om huvudstaden Aten. Kalpáki ligger 406 meter över havet och antalet invånare är 625.
Terrängen runt Kalpáki är huvudsakligen kuperad, men åt nordost är den bergig. Kalpáki ligger nere i en dal. Runt Kalpáki är det glesbefolkat, med 14 invånare per kvadratkilometer. Närmaste större samhälle är Kefalóvryso, 14,9 km norr om Kalpáki. I omgivningarna runt Kalpáki växer i huvudsak blandskog.